# Justinka

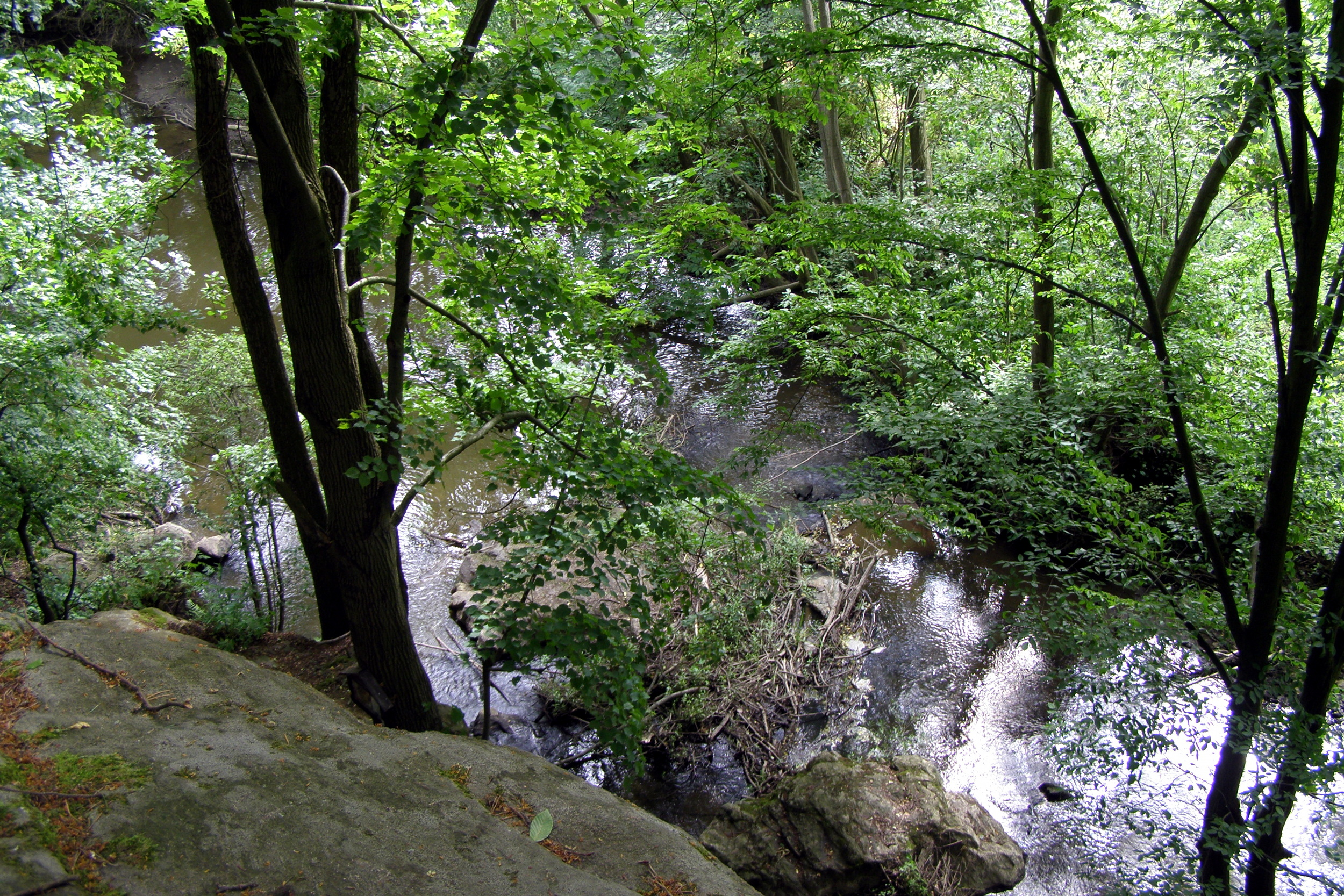
Pohled z Justinky dolů k Rokytné

Justinka je místo v katastrálním území obce Příštpa v okrese Třebíč. Jde o skalní útvar v říčním údolí Rokytné. Svou ochranou spadá do přírodního parku Rokytná.
Název místa vychází od dívčího jména Justinky. Stejnojmenná dívka zde měla podle tradice zahynout v době třicetileté války. K neštěstí mělo dojít za dnů, v nichž v roce 1645 obléhala Sádek švédská vojska. Švédské oddíly se vydaly kořistit po okolí. Jeden z kyrysníků při tom objevil Justinku. Ta se před ním dala na útěk. Pronásledování skončilo tragickým pádem obou ze skály:
| „ | Justýnka, když doběhla na kraj skály vysoko nad řekou Rokytnou, nešťastně se zřítila do propasti. Když vojákovi, který neznal krajinu, děvče zmizelo před očima, napadlo mu, že před ním utíká po stráni, pobídl svého koně k prudšímu letu a zřítil se i on do propasti. | “ |

Dnešní výška skalního útvaru činí asi 10 metrů. Událost na místě připomíná malá pamětní tabule.